# Le Tâtre
Le Tâtre é uma comuna francesa na região administrativa da Nova Aquitânia, no departamento de Charente. Estende-se por uma área de 6,13 km². Em 2010 a comuna tinha 406 habitantes (densidade: 66,2 hab./km²).